# Озёрное (болото)
Озерное или Ламмин-Суо (устар. фин. Lamminsuo) — болото в Ленинградской области, в 1 км к юго-востоку от посёлка Ильичёво. Площадь водосборного бассейна — 1,06 км² (с учётом самого болота — 2,9 км²). Размер котловины болота — 1 на 2 километра.

Информационный щит на входе в заказник

Болото расположено в бывшей озёрной котловине, где сохранились три остаточных озерца площадью 0,0179, 0,0153 (озёра Купальное и Питьевое, образующие группу озёр Две Сестры) и 0,0056 км² (Озеро № 3), глубина в озёрах достигает 12,2 м (озеро Питьевое). Сток из болота осуществляется по трём ручьям: Южному и Северному, относящимся к бассейну Сестры, и Западному, воды которого текут в озеро Красавица. Бо́льшая часть болота покрыта сосново-пушицево-кустарничковой растительностью. Торфяной слой болота имеет мощность 4,3 метра, общие запасы торфа достигают 360 000 м³.
С марта 1950 года на болоте действует Зеленогорская полевая экспериментальная база Государственного гидрологического института на которой ведутся систематические наблюдения за болотом. С 1976 года болото и окружающий его лес образуют гидрологический заказник «Болото Ламмин-Суо».
На болоте достаточно много птиц, оно является не только токовищем, но и местом остановки птиц в процессе ежегодной миграции. Здесь можно встретить также таких зверей, как белка, заяц-беляк, лисица.